# Gesundheitskostenrechnung
Die Gesundheitskostenrechnung stellt im Personalwesen sowohl ein Organisationsmittel zur Kostenanalyse der Krankheitskosten als auch ein Planungsinstrument für zukünftige Maßnahmen dar. Dabei werden die anfallenden Kosten zunächst identifiziert und charakterisiert. Ziel der Gesundheitskostenrechnung ist der Einbezug des Erfolgsfaktors Mitarbeitergesundheit (Humankapital) in das Controlling. Denn einerseits können kranke Mitarbeiter nur einen Teil der Leistung eines gesunden Mitarbeiters bewerkstelligen (Präsentismus) bzw. stehen zeitweise nicht wertschöpfend zur Verfügung (Abwesenheitskosten). Und andererseits gibt es Mitarbeiter, die nicht zur Arbeit erscheinen, obwohl sie dazu in der Lage wären (Absentismus).
Die dabei entstehenden direkten und indirekten Kosten sollten im Unternehmen erfasst werden, um eine optimale Planung, Kontrolle und Dokumentation zu ermöglichen.

## Notwendigkeit
Der durch die Folgen des demografischen Wandels hervorgerufene Fachkräftemangel führt dazu, dass Arbeitnehmer zukünftig länger im Berufsleben stehen als bisher. Die daraus resultierende Notwendigkeit betrieblicher Maßnahmen zur Gesunderhaltung und Gesundheitsförderung für Mitarbeiter ist unbestritten. Die Wirtschaftlichkeit dieser Maßnahmen ist jedoch schwer zu beurteilen. Grund dafür ist insbesondere die mangelnde Kostenbetrachtung in diesem Bereich.

## Strukturierung der Gesundheitskosten
Direkte Gesundheitskosten lassen sich in Kosten, die für die Wiederherstellung, den Erhalt und die Förderung der Mitarbeitergesundheit in einem Unternehmen entstehen und Kosten, die durch Abweichungen des Gesundheitszustandes der Mitarbeiter von einem bestimmten Gesundheitsniveau verursacht werden, unterteilen.
Dabei wird in Kosten für das Arbeits- und Gesundheitsschutzsystem und Folgekosten unterschieden. Während Folgekosten immer Kosten der Abweichung von einem bestimmten Gesundheitsniveau sind, setzen sich die Kosten des Arbeits- und Gesundheitsschutzsystems sowohl aus Kosten für die Einhaltung von Gesundheit als auch aus Teilen der Abweichungskosten zusammen.
So genannte Krankheits- bzw. Unfallvermeidungskosten lassen sich den Kosten der Einhaltung zuordnen, während Krankheits- bzw. Unfallfolgekosten eindeutig als Abweichungskosten klassifiziert werden können.
Eine Ausnahme bilden die Prüfkosten, die beiden Gruppen zugeordnet werden können.

## Kostenarten
Direkte Gesundheitskosten sind die folgenden:

### Krankheits- und Unfallvermeidungskosten
- Personalkosten des Arbeits- und Gesundheitsschutzes
- Kosten für Erste-Hilfe-Maßnahmen
- Kosten für ergonomische Maßnahmen
- Gesundheitsprämien
- Fremdleistungskosten (z. B. Schulungen, Gesundheitsmaßnahmen)
- Kapitalkosten
- Sachanlagekosten (z. B. Abschreibungen und Zinsen für Sicherheitseinrichtungen, Schutzkleidung)
- Kosten für Maßnahmen zur Verbesserung der Fitness inkl. monetäre Anreize (z. B. Zuschüsse an Mitarbeiter für Kurse)
- Sonstiges (z. B. Mitarbeiterbefragungen)

Von diesen Kosten sind Förderungen jeglicher Art abzuziehen.

### Prüfkosten
Prüfkosten entstehen zum einen für regelmäßige Überprüfungen (z. B. der Schutzkleidung, sicherheitsrelevante Hinweise, des Gesundheitszustandes etc.) und zum anderen zur Ursachenklärung infolge eines arbeitsbedingten Unfalls bzw. einer Erkrankung. Unternehmen sind, sobald sie bestimmte Voraussetzungen erfüllen, nach Arbeitssicherheitsgesetz §§ 1 – 7 verpflichtet, Maßnahmen zur Gesunderhaltung bzw. zum Gesundheitsschutz durchzuführen. Dazu gehört u. a. auch die Bereitstellung einer betriebsärztlichen Betreuung. Hierbei entstehen nicht nur Kosten für die Einrichtung einer Sanitätsstelle und die Arbeitszeit des Arztes, sondern auch Kosten für spezielle arbeitsmedizinische Betreuung. Beispiele sind demnach:
- Personalkosten der Sicherheitsfachkraft oder des angestellten Betriebsarztes
- Fremdleistungen (z. B. Kosten für externe Sicherheitsfachkräfte oder Betriebsarzt)[8]

### Folgekosten von Unfällen und Krankheit
Sie zählen zu den Kosten der Abweichung von einem bestimmten Gesundheitsniveau sowie den Folgekosten allgemein, da sie erst durch einen arbeitsbedingten Unfall bzw. eine Erkrankung (Abweichung vom angestrebten Gesundheitszustand) entstehen. Beispiele hierfür sind:
- Entgeltfortzahlungen im Krankheitsfall
- Kosten für betriebliche Eingliederungsmaßnahmen (Managementkosten)
- Umorganisationskosten
- Kosten für Ausgleichsmaßnahmen infolge von Abwesenheit (Einsatz anderer Mitarbeiter, Leiharbeiter etc.)
- Arbeitszeit anderer Mitarbeiter (z. B. Managementkosten)
- Kosten für die Beseitigung von Unfallschäden (z. B. an Maschinen)
- Kosten für Ersatzmaßnahmen
- Kosten für Wertschöpfungsverluste (u. a. durch Ausfallzeiten)
- Gerichtskosten, Strafzahlungen etc.
- Versicherungen und Beiträge
- Präsentismuskosten[9]

Indirekte Gesundheitskosten fallen insbesondere für den eventuellen Imageverlust, für Fluktuation oder den Qualitätsverlust an und sind nur selten verlässlich ermittelbar.

## Gestaltungsanforderungen
- Informationsrelevanz: (i. S. v. Gesundheitsrelevanz), d. h. die Abbildung aller ermittelbaren, relevanten Informationen in Bezug auf Gesundheit
- Komplexitätsreduktion: Verfügbarkeit aller notwendigen Informationen, nur Betrachtung der entscheidungsrelevanten Informationen[11]
- Aktualität: aufgrund des dynamischen Charakters der benötigten Daten ist Aktualität als wichtig zu erachten[12]
- Einfachheit: ermöglicht die Anwendung ohne Spezialkenntnisse und erheblichen Einarbeitungsaufwand
- Übersichtlichkeit & Struktur: fördern eine schnelle Reaktionsfähigkeit der betroffenen Entscheidungsträger
- Vollständigkeit & Genauigkeit: die Abdeckung aller Aspekte des jeweiligen Sachverhaltes sichert die Qualität der entscheidungsrelevanten Daten und somit die Qualität der Entscheidung
- Wirtschaftlichkeit: es ist stets zu beachten, dass die Kosten für Gestaltung und Durchführung einer Gesundheitskostenrechnung nicht den Nutzen aus den zusätzlich generierten Informationen übersteigen.[13]

## Vorgehensweise bei der Implementierung
- Analyse der in der Vergangenheit entstandenen Kosten, Schlussfolgerung auf Wahrscheinlichkeit des zukünftigen Eintritts, Relevanzbetrachtung
- Identifikation von Hauptkostenpositionen, Zuordnung der einzelnen Kosten zu Kostengruppen, Einordnung nach Kostenarten und -stellen
- Bestimmung der Ist- und Plan-Werte (Berechnungsvorschriften)
- Unterscheidung in eindeutig messbare (z. B. Entgeltfortzahlungen) und zu schätzende Kosten (z. B. Präsentismuskosten)
- Augenmerk auf schwer zu beobachtende Kosten (z. B. Präsentismuskosten)
- Vergleich mit Durchschnittswerten (z. B. der Branche)
- Ableitung von Schlussfolgerungen (Bedeutung der Kosten für die Wertschöpfung etc.)
- Überlegung, wie die wertschöpfungsrelevanten ermittelten Kosten beeinflussbar sind: z. B. Gesundheit der Mitarbeiter fördern führt zu sinkenden Folgekosten[14]

### Beispiele zur Kostenbestimmung

#### Kosten für Erste-Hilfe-Maßnahmen
Nach § 10 Arbeitsschutzgesetz müssen Unternehmen Ersthelfer benennen, ausrüsten und qualifizieren. Der Umfang dieser Maßnahmen ist dabei von der Anzahl der Mitarbeiter abhängig. Die direkten Ausbildungskosten werden in der Regel von den Berufsgenossenschaften getragen. Dem Unternehmen entstehen jedoch dennoch Kosten aus der Abwesenheit der jeweiligen Mitarbeiter für den Zeitraum der Ausbildung/Schulung. Diese lassen sich vereinfacht über die „verlorene“ Arbeitszeit multipliziert mit dem durchschnittlichen Stundensatz schätzen. Die Planung dieser Kosten erfolgt meist auf Basis von Schätzungen durch Erfahrungswerte und setzt eine Aufstellung des Ausbildungs-/Fortbildungsbedarfs an Ersthelfern voraus.
Berechnungsformel Plan/Ist:
PKEH = (GrKT × GrKAnz + AfKAnz) × tAZ + durchschnittlicher StS
PKEH = Personalkosten Erste Hilfe
GrKT = Anzahl der Tage des Grundkurses
GrKAnz = Anzahl der Teilnehmer des Grundkurses
AfKAnz = Anzahl der Teilnehmer an Auffrischungskursen
tAZ = tägliche Arbeitszeit
StS = Stundensatz

#### Personalkosten der Sicherheitsfachkraft oder des angestellten Betriebsarztes
§ 1 Arbeitssicherheitsgesetz verpflichtet Unternehmen zur Bestellung eines Betriebsarztes. Abhängig von der Unternehmensgröße ist eine arbeitsmedizinische Regelbetreuung mit festen Einsatzzeiten zu gewährleisten. Allgemeine arbeitsmedizinische Untersuchungen sind dabei auf die Einsatzzeit des Arztes anzurechnen, spezielle arbeitsmedizinische (Vorsorge-)Untersuchungen nicht. Für das Unternehmen entstehen auf der einen Seite Kosten für die Einrichtung und den Betrieb einer Sanitätsstelle und auf der anderen Seite Kosten für Leistungen des Betriebsarztes, die nicht auf dessen Einsatzzeit angerechnet werden können. Diese Kosten lassen sich über die Abrechnungen mit dem Betriebsarzt einfach und verlässlich ermitteln. Die Kostenplanung ist hingegen schwieriger. Einerseits können Kosten für die vertraglich geregelten Leistungen detailliert prognostiziert werden aber andererseits unterliegen darüber hinausgehende Kosten verschiedenen Einflüssen. Da es sich dabei meist um Kosten für Präventivmaßnahmen handelt, können keine Bezüge zu Krankheitsquoten o. ä. hergestellt werden. Aus diesem Grund ist eine Planung nur auf Basis von Erfahrungswerten möglich und die Zukunftsorientierung damit bedenklich.

#### Entgeltfortzahlungen im Krankheitsfall
Nach § 31 und § 91 Satz 1 Entgeltfortzahlungsgesetz hat ein unverschuldet er-krankter Arbeitnehmer Anspruch auf Fortzahlung des Entgeltes für einen Zeitraum von bis zu sechs Wochen. Entgeltfortzahlungen können als separate Kostenart er-fasst werden und sind somit verlässlich bestimmbar. Für die Kostenplanung ist es jedoch notwendig, einen Quotenplan für die Krankheitstage festzulegen. Die Schätzung dieser Krankenquote sollte exklusive der langfristig erkrankten Mitarbeiter erfolgen, da in diesen Fällen die Krankenkassen die Kosten für Entgeltfort-zahlungen tragen. Die Plankosten lassen sich schließlich durch Multiplikation des Entgeltes mit der Krankenquote ermitteln.
Berechnungsformeln:
IST: Wert aus IST-Kostenrechnung

PLAN: EKfPLAN = EPLAN × KQPLAN
EKfPLAN = Entgeltfortzahlung im Krankheitsfall
EPLAN = Entgelt (Planwert)
KQPLAN = Krankenquote (Planwert)

#### Kosten für betriebliche Eingliederungsmaßnahmen
Langfristig erkrankte Mitarbeiter, die nach Gesundung ins Arbeitsleben zurückkehren, benötigen meist gesonderte Wiedereingliederungsmaßnahmen. Mit dem Ziel, die Arbeitsfähigkeit der Person wiederherzustellen und einer Neuerkrankung vorzubeugen, werden Rückkehrgespräche geführt sowie Verbesserungsmaßnahmen am Arbeitsplatz veranlasst. Hierbei fallen insbesondere Personalkosten für die Dauer der Eingliederungsgespräche an. Diese sind über die protokollierte Gesprächsdauer verlässlich bestimmbar. Zur Plankostenbestimmung sollte eine Planquote für Langzeiterkrankte einbezogen werden. Des Weiteren kann auf Grund von Erfahrungswerten geschätzt werden, wie viele Mitarbeiter die Möglichkeit eines solchen Gespräches nutzen. Auch dieser Faktor sollte in die Bestimmung der Plankosten in diesem Bereich einfließen.
Berechnungsformel:
{\displaystyle {\begin{aligned}K_{RkG}&=\varnothing \operatorname {StS} \cdot \sum _{i}^{G_{Anz}}\left(\operatorname {MA} _{i,RkG}^{Anz}\cdot D_{i,RkG}\right)\\K_{EgG}&=\varnothing \operatorname {StS} \cdot \sum _{i}^{G_{Anz}}\left(\operatorname {MA} _{i,EgG}^{Anz}\cdot D_{i,EgG}\right)\end{aligned}}}
mit
KEgG = Kosten der Eingliederungsgespräche
KRkG = Kosten für Rückkehrgespräche
StS = Stundensatz
MAAnz = Anzahl der teilnehmenden Mitarbeiter
D = Dauer des Gesprächs
GAnz = Anzahl der geführten Gespräche

#### Präsentismuskosten
Mitarbeiter, die trotz Krankheit im Unternehmen arbeiten, verursachen ebenfalls Kosten. Durch eine verringerte Leistungsfähigkeit entsteht ein Wertschöpfungsverlust für das jeweilige Unternehmen. Da sich die Minderung der Leistungsfähigkeit nur schwer beobachten / messen lässt, kommt es zu Problemen bei der Kostenermittlung. Der verlässlichste Weg ist die annähernde Bestimmung über die Stanford-Formel. Untersuchungen im Rahmen der Anwendung der Stanford-Presenteeism-Scale ergaben, dass zirka 20 % aller Arbeitnehmer trotz Erkrankung arbeiten gehen. Ihre durchschnittliche Leistungsminderung beträgt dabei 25 %. Genaue Werte lassen sich durch eine Kombination der Stanford-Presenteeism-Scale mit einer Mitarbeiterbefragung ermitteln. Dies verbessert die Qualität der Werte und somit auch der Schätzung der Präsentismuskosten.
Berechnungsformel:
MAPrä = MAgesamt × LAnt

KPrä = MAPrä × durchschnittliches JG × LMin
MAPrä = Anzahl der Mitarbeiter im Präsentismus
MAgesamt = Anzahl der Mitarbeiter gesamt
LAnt = Faktor für den Anteil leistungsgeminderter Mitarbeiter (z. B. 20 Prozent)
KPrä = Präsentismuskosten
JG = Jahresgehalt
LMin = Faktor für die Leistungsminderung (z. B. 25 Prozent)

## Ergebnisse
Die Analyse von 15 mittelständischen Unternehmen im Rahmen des BMBF-Projektes PAGS Monitor hat ergeben, dass in den meisten Unternehmen der Hauptbestandteil der Gesundheitskosten durch Krankheitsfolgekosten als Resultat von Abweichungen im Gesundheitszustand verursacht wird. Dabei sind diese Folgekosten weitaus höher als die Investitionen die zur Verbesserung des Gesundheitszustandes und damit zur Vermeidung von Abweichungen führen würden. Das heißt, durch eine genaue Kenntnis der Gesundheitskosten können gezielt Maßnahmen zur Gesundheitsförderung ergriffen werden, die als Ergebnis die Wertschöpfung eines Unternehmens steigern.